# Kirche Hl. Spyridon (Peroj)

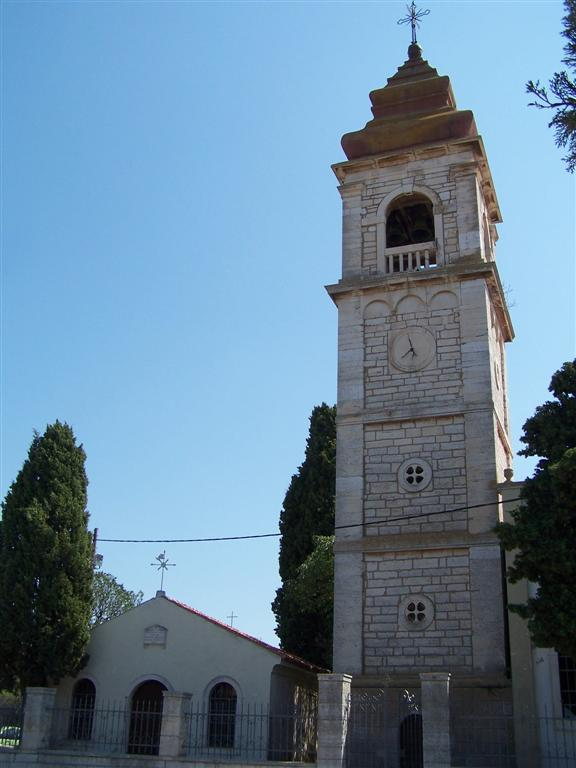
Die Kirche Hl. Spyridon in Peroj

Die Kirche Hl. Spyridon (serbisch: Црква Светог Спиридона/Crkva Svete Svetog Spiridona), auch genannt Kirche Hl. Spyridon der Wundertäter (Serbisch: Црква Светог Спиридона Чудотворца/Crkva Svetog Spiridona Čudotvorca), ist eine Serbisch-orthodoxe Kirche im Ortsteil Peroj der kroatischen Stadt Vodnjan.
Das Gotteshaus wurde 1787 aus einer ehemaligen katholischen Kirche in eine Serbisch-orthodoxe Kirche umgestaltet. Die Kirche ist dem Hl. Spyridon geweiht. Das Kirchengebäude gehört zur Eparchie Ober-Karlovac der Serbisch-orthodoxen Kirche. Die Kirche ist die einzige orthodoxe Kirche Istriens.

## Lage
Die Kirche liegt im Zentrum des Ortsteils Peroj, der westkroatischen Stadt Vodnjan. Peroj liegt nahe der Adria auf der Halbinsel Istrien. Die Kirche liegt an der Hauptstraße, der Perojska Ulica. Neben der Kirche liegt die 1826 geschlossene Kirche Hl. Stefan, diese diente bis vor kurzem noch als Stall. Ebenfalls in Peroj steht eine über 600 Jahre alte Kirche.

## Geschichte und Architektur
Die Kirche Hl. Spyridon wurde 1787 aus einer ehemaligen katholischen Kirche in eine orthodoxe Kirche umgestaltet. Die katholische Kirche stammte aus dem 16. Jahrhundert. Das Gotteshaus bekam eine wertvolle Ikonostase aus dem 16. Jahrhundert mitsamt Ikonen. Diese stammt aus der Kirche Hl. Nikolaus in Pula. Die Kirche wurde im Stil des Klassizismus umgestaltet.
Umgestalter der Kirche waren Montenegriner. Bald nach der Umgestaltung der Kirche wurden die Montenegriner von der übrigen Bevölkerung gedrängt, zum Katholizismus zu konvertieren. Doch bis heute sind deren Nachkommen orthodox und benutzen neben der lateinischen auch die kyrillische Schrift. 1834 ging die Kirche endgültig in das Eigentum der serbisch-orthodoxen Kirche über.
1860 wurde der klassizistische Kirchturm neben die Kirche angebaut. Es wurden zudem alle Änderungen vorgenommen, um aus der katholischen Kirche eine serbisch-orthodoxe zu schaffen.
1880 wurde die serbisch-orthodoxe Mariä-Schutz-und-Fürbitte-Kapelle in Peroj erbaut. Ab 1890 benutzten die Montenegriner aus Peroj, aber auch Griechen aus dem nahen Pula die Kirche gemeinsam.
Im Zweiten Weltkrieg wurde das Kirchengebäude beschädigt. 1992 wurde im Kroatienkrieg (1991–1995) die Kirche im Innenraum schwer zerstört, der Täter benutzte eine Handgranate.

## Legende
Laut einiger Legenden sollen dank des Patrons der Kirche, dem Hl. Spyridon, Unwetter sich von selbst gelegt haben, damit die Boote der Fischer ruhig in den Hafen fahren konnten.